# シロツメクサ (豊崎愛生の曲)
「シロツメクサ」は、豊崎愛生の6枚目のシングル。2012年5月23日にミュージックレインから発売された。

## 概要
前作「music」から約4ヶ月ぶりのリリースとなる2012年1作目のシングル。今回の表題曲の提供は羊毛とおはなが手掛けている。初回限定盤には表題曲のPVを収録したDVDが収録されている。PVやディスクジャケットのテーマは「歴史を感じられるもの」となっており、スタッフがアンティークや中古品が設置されているアンティークカフェを見つけ、そこでPVとジャケットの撮影が行われた。

## 収録曲
CD
1. シロツメクサ [4:46]
作詞：千葉はな、作曲：市川和則、編曲：塚本亮
原点に立ち返って学生時代を回想しているバラードソングだが、悲しい歌ではなく心がときめく楽曲となっている[1]。
タイトルの「シロツメクサ」は豊崎の提案で、タイトルの案がなかなか思い浮かばないため母に学生時代に好きだったものを電話で聞いた所「花を摘んでプレゼントしてくれた」と言われため小中高といつも側にシロツメクサの花が咲いている光景を思い出しそこから付けられた[1]。
2. リンゴのせい [3:34]
作詞：工藤順子、作曲・編曲：小西昭次郎
洋楽風でかわしらしいレトロ感漂う渋谷系の小悪魔チックな女の子の歌のため、このイメージを伝えながら歌った。なおデモテープは全英語詞で、キュートさの中にロック調が混じるカッコイイものだった[1][2]。
3. シロツメクサ（Instrumental）

DVD（初回限定盤のみ）
1. シロツメクサ Music Clip
2. シロツメクサ TV spot（15sec+30sec）